# Десять заповедей (фильм, 2007)
«Десять заповедей» (англ. The Ten) — американская комедия режиссёра Дэвида Уэйна 2007 года, современная экранизация десяти христианских заповедей. Съёмки картины начались 27 июля 2006 года и проходили в Нью-Йорке и Мехико. Премьера состоялась в рамках Кинофестиваля «Сандэнс» 19 января 2007 года, в ограниченный прокат фильм вышел 3 августа 2007 года. В России премьера состоялась 21 августа 2008 года.

## Сюжет
Повествование включает в себя десять разных историй, которое ведётся от лица рассказчика. И хотя они основываются на библейских заповедях, представляют собой неправедные и забавные эпизоды разных людей и профессий: человека, пережившего падение с самолёта; хирурга, действия которого привели к смерти пациента; близнецов и их матери, размышляющих на тему отцовства; алчных соседей, упустивших свой шанс стать героями; любовного треугольника, который между каждой из историй потихоньку сходит на нет. В конце фильма все герои, переплетённые общей идеей, задумываются над вопросом, что же такое любовь.

## В ролях
| Актёр           | Роль                          |
| --------------- | ----------------------------- |
| Вайнона Райдер  | Келли                         |
| Адам Броди      | Стивен Монтгомери             |
| Фамке Янссен    | Гретхен                       |
| Джессика Альба  | Ли Энн Блэйзер                |
| Кен Марино      | доктор Ричи                   |
| Пол Радд        | Джеф Рейгерт                  |
| Джон Хэмм       | Крис                          |
| Гарри Бенджамин | лежащий носорог (озвучивание) |

## Критика и отзывы
В целом фильм получил смешанные отзывы, заработав на Rotten Tomatoes всего 37 % голосов.